# Фильц (Айфель)
Фильц (нем. Filz) — община в Германии, в земле Рейнланд-Пфальц.
Входит в состав района Кохем-Целль. Подчиняется управлению Ульмен. Население составляет 80 человек (на 31 декабря 2010 года). Занимает площадь 3,11 км².